# Feltham Urban District

Feltham in der früheren Grafschaft Middlesex

Der Feltham Urban District war ein Bezirk im Ballungsraum der britischen Hauptstadt London. Er existierte von 1904 bis 1965 und lag im Süden der ehemaligen Grafschaft Middlesex.

## Geschichte
Feltham war ursprünglich ein Civil parish in der Harde (hundred) Spelthorne. Ab 1894 war die Gemeinde Teil des Staines Rural District, wurde jedoch bereits zehn Jahre später abgetrennt und bildete einen eigenen Urban District. Als der restliche Staines Rural District im Jahr 1930 aufgelöst wurde, fusionierten die bisher eigenständigen Gemeinden East Bedfont und Hanworth mit Feltham, wodurch sich die Fläche beinahe verdreifachte.
Bei der Gründung der Verwaltungsregion Greater London im Jahr 1965 entstand aus der Fusion von Feltham mit den Municipal Boroughs Brentford and Chiswick und Heston and Isleworth der London Borough of Hounslow.

## Statistik
Bis zum Jahr 1930 betrug die Fläche 1790 acres (7,24 km²), danach 4925 acres (19,93 km²). Die Volkszählungen ergaben folgende Einwohnerzahlen:
| Jahr      | 1901  | 1911  | 1921   | 1931   | 1951   | 1961   |
| Einwohner | 4.534 | 5.135 | 11.567 | 16.317 | 44.861 | 51.047 |